# Jean Le Noir
Jean Le Noir (ur. ?, zm. 1380) – francuski iluminator czynny w XIV wieku, reprezentant gotyku międzynarodowego.
Jean le Noir tworzył we Francji w między 1335 a 1380 rokiem. Był uczniem i kontynuatorem stylu Jeana Pucelle'a. Po raz pierwszy w źródłach pojawia się w 1331 roku, gdy pracował dla Jolanty Flandryjskiej. Następnie pracował dla Jana II i Bonny Luksemburskiej, dla których w latach ok. 1348-1349 wraz z córką Bourgot stworzył tzw. Psałterz Bonny Luksemburskiej. Po uwięzieniu Jana II od jego syna delfina Karola V otrzymał jako rekompensatę za pracę dom w Paryżu, przy Rue Troussevache.
W 1358 roku wraz z bratem Bourgotem wstąpił na służbę u króla Jana II; następnie pracowali dla Karola V. W 1372 roku Le Noir przeszedł na służbę do księcia Jana de Berry. W 1375 przeniósł się z Paryża do Bourges. W latach 1372–1375 pracował nad kodeksem dla księcia de Berry, znanym jako Petites Heures du Duc de Berry. Wykonał dekoracje cyklu pasyjnego, miniaturę otwierającą psalmy pokutne i dziewięć ilustracji do oficjum św. Jana Chrzciciela.